# Avventura in Brasile
Avventura in Brasile (Road to Rio) è un film del 1947 diretto da Norman Z. McLeod.

## Produzione
Il film fu prodotto dalla Paramount Pictures (con il nome A Paramount Release) e, non accreditati, Bing Crosby Productions e Hope Enterprises.

## Distribuzione
Distribuito dalla Paramount Pictures, uscì nelle sale cinematografiche USA il 25 dicembre 1947.